# イデベノン
イデベノン（Idebenone）は、武田薬品工業がアルツハイマー型認知症や他の認識障害の治療薬として開発してかつて販売していた医薬品である。旧商品名アバン。1998年5月、薬効再評価の結果を受けて承認取り消しとなったが、神経筋疾患に対して有効である可能性があり、臨床再開発が一部で進められている。2015年4月、デュシェンヌ型筋ジストロフィーの進行抑制についての研究がLancet 誌に発表された。
化学的には、イデベノンはキノンに属する。コエンザイムQ10（CoQ10）の類縁体である。

## 効能・効果

### 過去に承認された事のある効能・効果

#### 認知症
イデベノンはマウスの学習・記憶力を向上させる。ヒトでは、網膜電図写真や事象関連電位、視覚アナログ尺度等の代替評価項目に拠る評価で認知機能向上効果があるとされる事があるが、より客観的な評価項目に拠る大規模臨床試験は実施された事がない。
アルツハイマー型認知症治療薬としてのイデベノンの臨床成績は一貫性がないが、若干の効果を示す傾向にある。日本では1986年に「脳梗塞後遺症または脳出血後遺症に伴う慢性脳循環障害による意欲低下および情緒障害の改善」について承認されたが、1998年5月に実施された再評価の対象となった臨床試験では有効性を示す事ができず（精神症候全般改善度；イデベノン群：32.4%、偽薬：32.8%）、承認取り消しとなった。欧州のいくつかの国では、特に認められた患者に対してのみ使用されている。

#### フリードライヒ運動失調症
フリードライヒ運動失調症(FA)に対するイデベノンの予備的試験が実施され、心臓肥大および神経学的機能に対する有効性が示唆された。神経学的機能に対する有効性は特に若年者の患者で顕著であった。それとは別に、8名の患者による1年間の試験が実施され、イデベノンは心機能の悪化率を低下させたが、運動失調の進展は阻止できなかった。
カナダでは2008年にFAに対して、有効性を立証する試験を実施することを条件として承認された。しかしイデベノンの有効性を示す事はできず、2013年2月に、同年4月を以って自主回収すると決定された。2008年には、欧州EMAがFAに対する承認を却下した。2013年時点で欧米ではイデベノンはFAについて承認されていない。

### 現在開発中の効能・効果

#### デュシェンヌ型筋ジストロフィー
マウスで実験的に確かめられた後、ヒトでの予備的試験が実施され、2005年に第II相臨床試験が、2009年に偽薬対照第III相臨床試験（DELOS試験）が実施された。DELOS試験の結果、最大呼気流量(PEF)の予測値に対する割合（PEF%p）の26週、39週、52週におけるベースラインからの変化量はそれぞれ有意であった（P＝0.007、P＝0.034、P＝0.0001）。52週でのPEF%p変化量はイデベノン群：-3.05%p、偽薬群：-9.01%pであった。

#### レーベル遺伝性視神経症
レーベル遺伝性視神経症(LHON)はミトコンドリア遺伝（母から全ての子へ）する網膜神経節細胞(RGC)および軸索の変性症で、急性乃至亜急性の中心視力低下をきたす疾患である。患者の多くは若年成人男性である。この疾患に対するイデベノンの第III相臨床試験が欧州で実施され、有効性を示す事ができたので、2011年7月に販売承認申請資料が欧州当局に提出された。2013年1月、EMAにより申請は却下された。

#### 他の神経筋疾患
ミトコンドリア脳筋症・乳酸アシドーシス・脳卒中様発作症候群(MELAS)の治療を目的とした第II相臨床試験、ならびに多発性硬化症の治療を目的とした第I/II相臨床試験が実施されている。

### その他
イデベノンはCoQ10と同様の抗酸化物質であるので、フリーラジカル仮説に基づきアンチエイジングの効果があると主張されることがあるが、臨床試験で実証された事はない。皺に対して局所適用されることがある。

## 作用機序
細胞モデルおよび組織モデルでは、イデベノンはミトコンドリア内の電子伝達系で伝達物質として働き細胞の主なエネルギーであるアデノシン三リン酸（ATP）を増加させ、同時に脂質過酸化反応を抑制する。動物モデルでは、ミトコンドリアのエネルギー系に良い結果をもたらしているが臨床試験では有用性を確立できていない。

### 薬物動態
イデベノンは消化管から吸収され、肝臓で初回通過効果を受けて代謝される。循環血中に到達する薬剤分子は1%未満である。製剤を懸濁化して脂肪食と同時に服用するとその割合は増加するが、それでも生物学的利用能は14%以下と思われる。循環血中のイデベノンは99%以上が血漿蛋白質と結合している。イデベノンの代謝は主にグルクロン酸抱合と硫酸抱合（約80%）であり、尿中に排泄される。